# Konopljovke
Konopljovke (lat. Cannabaceae), biljna porodica u redu Rosales koja ime dobiva po rodu Cannabis ili konoplji čiji je jedini priznati predstavnik C. sativa, narodno poznata kao indijska konoplja. Hibridna vrsta C. × intersita još nije priznata. Rodu Humulus pripada hmelj koji je sirovina u proizvodnji pive, a od cannabis proizvodi se marihuana, na kojoj se radi da bi se legalizirala kao lijek. Konoplja se industrijski uzgaja za proizvodnju vlakana koja se od nje dobivaju najmanje već 5000 godina.

## Opis
Članovi ove porodice mogu biti stabla (npr. Celtis; koprivić), uspravne biljke (npr. Cannabis; konoplja) ili vitičaste biljke (npr. Humulus; hmelj).
Listovi su često više ili manje dlanasto režnjeviti ili dlanasto složeni i uvijek nose stipule. Cistoliti su uvijek prisutni, a neki članovi ove porodice posjeduju laticifere (tkivo ili žila koja sadrži ili provodi lateks).
Cannabaceae su često dvodomne (različite muške i ženske biljke). Cvjetovi su aktinomorfni (radijalno simetrični) i nisu upadljivi jer se ove biljke oprašuju vjetrom. Kao prilagodba na ovu vrstu oprašivanja, čaška i vjenčić su radikalno reducirani na samo rudimentarne ostatke koji se nalaze kao slijepljeni perijant koji oblaže sjeme. Smanjeni i monofilni čašasti perigonalni brakt, poznat kao brakteola, odmah okružuje i štiti sjeme i često se pogrešno naziva "čaška". Cvjetovi su grupirani u obliku cime. Kod dvodomnih biljaka muški cvatovi su dugi i izgledaju kao metlice, dok su ženski kraći i imaju manje cvjetova. Tučak je građen od dva spojena karpela, obično je gornja plodnica jednodjelna; nema fiksnog broja prašnika.
Plod može biti ahenij ili koštunica.

## Filogenija
Cannabaceae vjerojatno potječu iz istočne Azije tijekom kasne krede. Najstariji poznati pelud tipičan za članove Cannabaceae potječe iz kasne krede (Turon prije ~94-90 milijuna godina) iz Sarawaka, Borneo. Fosili pokazuju da su Cannabaceae bile široko rasprostranjene na sjevernoj hemisferi tijekom ranog kenozoika, iako se njihova distribucija pomaknula prema tropskim regijama u kasnijem kenozoiku zbog promjene klime.

## Koristi i upotreba
Datiranje ugljikom otkrilo je da su se ove biljke možda koristile u ritualne/medicinske svrhe u Xinjiangu u Kini već 494. godine pr. Kr. 
Humulus lupulus, obični hmelj, već je stotinama godina dominantno gorko sredstvo u pivu. Smole cvjetova odgovorne su za gorčinu piva i njihovu sposobnost produljenja roka trajanja zbog nekih antimikrobnih svojstava.
Neke biljke iz roda Cannabis uzgajaju se kao konoplja za proizvodnju vlakana, kao izvor jeftinog ulja, za svoje hranjive sjemenke ili jestivo lišće. Drugi se uzgajaju za medicinsku ili rekreacijsku upotrebu kao suho cvijeće, ekstrakti ili infuzirani prehrambeni proizvodi. Inducirana partenokarpija u tučkovim cvjetovima i selektivni uzgoj koriste se za proizvodnju viših ili nižih prinosa tetrahidrokanabinola (THC), drugih kanabinoida, kao i terpena sa željenim okusima ili aromama, poput borovnice, jagode ili čak citrusa.
Mnoga stabla iz roda Celtis uzgajaju se za uređenje krajolika i u ukrasne svrhe, a kora Pteroceltisa koristi se za proizvodnju vrhunskog kineskog rižinog papira.

## Rodovi
Familia Cannabaceae Martinov (128 spp.)
1. Aphananthe Planch. (5 spp.)[6]
2. Gironniera Gaudich. (6 spp.)[6]
3. Lozanella Greenm. (2 spp.)[6]
4. Cannabis L. (1 sp.)[6] konoplja
5. Humulus L. (6 spp.)[6] hmelj
6. Sparrea Hunz. & Dottori (2 spp.)
7. Celtis L. (72 spp.)[6] koprivić, košćela, kostela
8. Ampelocera Klotzsch (11 spp.)
9. Pteroceltis Maxim. (1 sp.) krilasti koprivić
10. Chaetachme Planch. (1 sp.)[6]
11. Trema Lour. (21 spp.)

## Galerija
- indijska konoplja pod svjetlom; sirovina je za marihuanu i navodno lijek protiv raka
- Trema orientalis